# Бохуслав Соботка
Бохуслав Соботка (на чешки: Bohuslav Sobotka) е бивш чешки политик, министър-председател на Чешката република от януари 2014 г. до декември 2017 г. и лидер на Чешката социалдемократическа партия от 2010 г. до оставката му през юни 2017 г. Той е член на Камарата на депутатите (Народен представител) от 1996 г. до 2018 г. Соботка е бил и министър на финансите от 2002 до 2006 г.

## Биография
Соботка е роден в Телнице, но скоро се премества със семейството си в Славков край Бърно. Учи право в Университета Масариков в Бърно и придобива магистратура през 1995 г. След падането на комунизма той помага за възстановяването на Чешката социалдемократическа партия и става неин член. Соботка също е съосновател на младежкото крило на Чешката социалдемократическа партия – Млади социалдемократи. За първи път е избран в Камарата на депутатите на изборите през 1996 г.

## Политическа кариера
След сформирането на кабинета на Владимир Шпидла през 2002 г. Соботка е назначен за финансов министър, а след това през 2003 г. е повишен на поста вицепремиер, по-късно е преназначен като министър на финансите в двата кабинета на социалдемократическите премиери Станислав Грос и Иржи Пароубек. През 2005 г. е назначен за първи вицепремиер в правителството на Парубек. След изборите през 2006 г. Соботка става опозиционен депутат и през 2011 г. е избран за лидер на социалдемократите и по този начин застава като лидер на опозицията в кабинета на Петър Нечас.
След предсрочните избори през 2013 г. Соботка е назначен за министър-председател на 17 януари 2014 г. от президента, а 12 дни по-късно сформира лявоцентристко коалиционно правителство. Неговото правителството въвежда редица мерки, насочени към борба с укриването на данъци, като електронна регистрация на продажбите или система за контрол на ДДС, засилване на отношенията с Китай, реформа на полицията, отмяна на закона за държавната служба и въвеждане на забрана за пушене. Той често се сблъсква с президента Милош Земан по повод руската намеса в Украйна и произтичащите от това санкции. Соботка подава оставка като министър-председател на 13 декември 2017 г. Соботка е първият премиер от 15 години и третият в историята на Чехия, който завършва пълния си мандат.

## Личен живот
Соботка е женен от 2003 до 2017 г. за Олга Соботкова. От нея има 2 сина - Дейвид (2003) и Мартин (2009). Соботка обича да чете историческа мистерия, научна фантастика и съвременна литература. Освен това обича да ходи на театър и на кино, където предпочита чешки филми.